# Hopton Cangeford
Hopton Cangeford – wieś w Anglii, w hrabstwie Shropshire. Leży 33 km na południe od miasta Shrewsbury i 202 km na północny zachód od Londynu.